# Aragaki Takeshi
Aragaki Takeshi est un nom japonais traditionnel ; le nom de famille (ou le nom d'école), Aragaki, précède donc le prénom (ou le nom d'artiste).
Aragaki Takeshi (新垣 武), né le 4 juin 1956 dans la préfecture d'Okinawa et mort le 28 novembre 2022, est un joueur professionnel japonais de go.
Il a eu ses années de gloire de 1974 à 1994.

## Classes
Ce tableau résume ses changements de classes.
| Classe  | Année | Notes |
| ------- | ----- | ----- |
| 1re Dan | 1969  | —     |
| 2e Dan  | 1971  | —     |
| 3e Dan  | 1972  | —     |
| 4e Dan  | 1974  | —     |
| 5e Dan  | 1975  | —     |
| 6e Dan  | 1980  | —     |
| 7e Dan  | 1983  | —     |
| 8e Dan  | 1989  | —     |
| 9e Dan  | 1994  | —     |